# Nicola
Nicoleta Alexandru cu numele de scenă Nicola (n. 5 noiembrie 1966, București, România) este o cântăreață de origine română ce s-a născut în București. A făcut primii pași importanți în muzica românească începând cu anul 1985.

## Biografie
La Festivalul Mamaia 1985, obține premiul teatrului Fantasio și premiul de cel mai bun prieten al carului 5 TVR alături de grupul muzical FORTE. În 1986 după destrămarea celor patru membre ale grupului, Cristina Fronea și Nico formează împreună grupul ADAGGIO și susțin, până în 1988, peste 200 de recitaluri alături de trupa Holograf.
În 1988 își începe cariera alături de trupa sibiană Riff sub numele de Nicoleta Nicola și participă la mai multe festivaluri muzicale din țară. În 1992 participă la selecția concursului Eurovision cu piesa "Balerina". În 1995 susține concerte la Cannes, Monaco și în mai multe orașe din Elveția. În 1999 apare primul ei single "Cu tălpile goale" produs de Media Pro Music cu ajutorul proiectului Propaganda Pro FM al lui Andrei Gheorghe. Single-ul "Cu tălpile goale" beneficiază de foarte multe difuzări pe posturile Radio Pro FM, Radio Contact, Radio 21, Radio România, etc.) și pe posturile TV din România de la acea vreme (Pro TV, Atomic TV, TVR, Tele 7 abc).
Participă la megaconcerte precum: Eclipsa 1999, Reveliunea 2000 și Propaganda Pro FM. În anul 2000 apare albumul Turquoise produs tot de Media Pro Music. În 2002 participă cu piesa "Lângă mine" la Festivalul "Mamaia 2002" unde câștigă locul al doilea la secțiunea de "Creație" precum și "Premiul Presei". După succesul obținut la Mamaia cu această piesă a semnat un contract cu casa de discuri Media Services.
La începutul lunii octombrie finalizează înregistrările pentru cel de-al treilea material muzical din carieră, intitulat "Lângă mine". Piesele sunt compuse de Mihai Alexandru și pe album se pot găsi piesele:
"I Do" care e participantă în preselecția pentru Eurovision 2002. Alături de Petre Năstase filmează videoclipul piesei "Lângă mine" la Muzeul Național de Istorie a României. Noul material muzical și videoclipul marchează un progres de imagine pentru Nicola, acum mult mai sofisticată. În 2003 primește premiul Femeia Anului al revistei Avantaje, iar piesa "Lângă mine" este premiată cu "Piesa anului" de Radio România Actualități. Pe 1 martie 2003, după un succes imens cu piesa sa "Don't break my heart", Nicola câștigă selecția națională la Eurovision Song Contest de la Riga, capitala Republicii Letonia. Se califică pe locul 10.
În același an lansează cel de-al patrulea său material discografic : "Best of Nicola" care va lua și Discul de platină după numărul de exemplare vândute. Câștigă premiul "Cea mai bună voce feminină" la premiile TV K Lumea.
În 2005 lansează albumul "De mă vei chema" ce conține două hit-uri răsunătoare, "De mă vei chema" și "Honey". Odată cu lansarea albumului Nicola își începe aparițiile alături de noua sa trupă formată cu soțul Mihai Alexandru, Cătălin Dalvarea, Andrei Stanoevici și Ștefan Corbu. În același an este nominalizată la MTV România Music Awards la categoria "Best Pop" și "Best Female". Spre finele anului 2005 își anunță despărțirea de Mihai Alexandru după 15 ani de căsnicie.
În vara anului 2007 Nicola lansează piesa "Doar noi doi" cu un videoclip a filmat în Barcelona. Tot în 2007, cu single-ul "Fairytale story", Nicola participă la selecția națională pentru Eurovision unde se clasează pe locul 7.
În 2008 colaborând cu Thomas Nichols, compozitor pentru mai multe nume sonore (All Saints, Celine Dion) scot single-ul "Leave No Heart Behind". 
În 2009 Nicola pregătește lansarea noului său album "Thank you" , cu un nou single "My Love" și 2 mix-uri  semnate de trupa KORD, cu care Nicola a colaborat și pentru remixul de la "Don't break my heart"..
În momentul de față "My love" este difuzată și în SUA.
În 2011 Nicola lansează noul single "Meant 2 be mine" semnat de Steve Crow, membru al trupei KORD. În scurt timp de la lansare, piesa obține un feedback bun, ajungând în playlist-urile mai multor radio-uri de peste hotare. 
În anii ce urmează, Nicola continuă colaborarea cu KORD. În 2012 lanseaza piesa Good morning (my) Facebook friend, piesă dedicată fanilor ei de pe Facebook. . 
În 2013 apare o nouă piesă de dragoste, numită TE IUBESC , piesă ce ajunge în scurt timp în inimile multor fani. . 
În august 2014, Nicola și-a reluat colaborarea artistică cu Mihai Alexandru.
În 2015 Nicola colaborează cu Will Taylor de la Appointed Recordings și lansează împreună piesa Addicted To Your Love . Piesa va fi inclusă în 2016 pe albumul Miami 2016 Trance Anthems 
În 2019 Nicola se califică în semifinalele Eurovision România 2019 cu piesa Weight of The World . Piesa este compusă de Michael James Down, Will Taylor & Jonas Gladnikoff.

## Discografie
- Cu tălpile goale (1999)
- Turquoise (2000)
- Lângă mine (2002)
- Best of Nicola (2003)
- De mă vei chema (2005)
- Thank you (2009)